# Brouwerij Union (België)
Brouwerij Union is een voormalige brouwerij te Jumet. 

## Geschiedenis
De brouwerij werd in 1978 door Brouwerij De Kroon J.H. Maes overgenomen. Deze overname werd gedaan met het oog op de verdere ontwikkeling van hoge gistingsbieren (o.a. Grimbergen), waar de brouwerij Union de nodige expertise over bezat.
In 2004 investeerde Alken-Maes, dat intussen deel was geworden van de groep Scottish & Newcastle, 5 miljoen euro om de brouwerij in Jumet te moderniseren.
In 2007 werden er de brouwactiviteiten stil gelegd, waardoor ze een overcapaciteit had. Tot 2007 werden de abdijbieren Grimbergen (sinds 1978) en Ciney (sinds 1992) hier gebrouwen, alsook de speciaalbieren Judas (sinds 1986) en Hapkin (sinds 2002).

## Bieren
- Cuvée De l'Ermitage, 8% abdijbier.[4]
- Watneys Scotch Ale, 8%